# Президент Палау
Президент Палау (палау Merredel er a Belau, англ. President of Palau) — глава государства и глава правительства Республики Палау.

## Обзор
10 мая 1979 года граждане Палау, части Подопечной территории Тихоокеанские острова, не ратифицировали Конституцию Федеративных Штатов Микронезии. В 1981 году была принята Конституция Республики Палау, предоставившая ей право самоуправления и учредившая посты президента и вице-президента страны. После восьми референдумов и поправки к Конституции, был подписан и вступил в силу с 1 октября 1994 года Договор о свободной ассоциации с США, прекративший их опеку над островами. Официально это произошло 10 ноября 1994 года, когда Совет Безопасности ООН резолюцией 956 упразднил соглашение об опеке над Палау. Договор об ассоциации истёк 30 сентября 2009 года, но после переговоров был модифицирован и возобновлён в конце 2010 года.
Президент Республики Палау избирается населением на четырёхлетний срок (допустимо переизбрание на второй срок подряд). Вице-президент избирается по отдельному от президента номинированию. Вице-президент приводится к присяге как президент страны при невозможности исполнения обязанностей избранным президентом. В Палау отсутствуют официальные политические партии, все кандидаты являются независимыми.

## Список президентов Республики Палау
|        | Портрет | Имя                                                                      | Вступил в должность | Покинул должность | Вице-президент                                                     | Президентские выборы |
| ------ | ------- | ------------------------------------------------------------------------ | ------------------- | ----------------- | ------------------------------------------------------------------ | -------------------- |
| 1      |         | Харуо Игнасио Ремелиик (1933—1985) англ. Haruo Ignacio Remeliik          | 2 марта 1981        | 30 июня 1985      | Альфонсо Оитеронг                                                  | 1980 1984            |
| —      |         | Томас Онгенибел Ременгесау (1929—2019) англ. Thomas Ongelibel Remengesau | 30 июня 1985        | 2 июля 1985       | Альфонсо Оитеронг                                                  |                      |
| 2      |         | Альфонсо Ребоконг Оитеронг (1924—1994) англ. Alfonso Rebochong Oiterong  | 2 июля 1985         | 25 октября 1985   | вакантно                                                           |                      |
| 3      |         | Лазарус Эитаро Салии (1936—1988) англ. Lazarus Eitaro Salii              | 25 октября 1985     | 20 августа 1988   | Томас Онгенибел Ременгесау                                         | 1985                 |
| 4      |         | Томас Онгенибел Ременгесау (1929—2019) англ. Thomas Ongelibel Remengesau | 20 августа 1988     | 1 января 1989     | вакантно                                                           |                      |
| 5      |         | Нгираткел Этписон (1925—1997) англ. Ngiratkel Etpison                    | 1 января 1989       | 1 января 1993     | Кунио Накамура                                                     | 1988                 |
| 6      |         | Кунио Накамура (1943—2020) англ. Kuniwo Nakamura яп. 中村國雄            | 1 января 1993       | 1 января 2001     | Томас Эсанг Ременгесау                                             | 1992 1996            |
| 7 (I)  |         | Томас Эсанг Ременгесау (1956—) англ. Thomas Esang Remengesau             | 1 января 2001       | 15 января 2009    | Сандра Суманг Пьерантоцци (2001—2005) Элиас Камсек Чин (2005—2009) | 2000 2004            |
| 8      |         | Джонсон Торибионг (1946—) англ. Johnson Toribiong                        | 15 января 2009      | 17 января 2013    | Кераи Мариур                                                       | 2008                 |
| 7 (II) |         | Томас Эсанг Ременгесау (1956—) англ. Thomas Esang Remengesau             | 17 января 2013      | 21 января 2021    | Антонио Беллс (2013—2017) Рейнольд Ойлоуч (2017—2021)              | 2012 2016            |
| 9      |         | Сурангел Самуэль Уиппс (1968—) англ. Surangel Samuel Whipps              | 21 января 2021      | действующий       | Джерлин Удуч Сенгебау Сеньор                                       | 2020                 |